# Nationalisme sahraoui

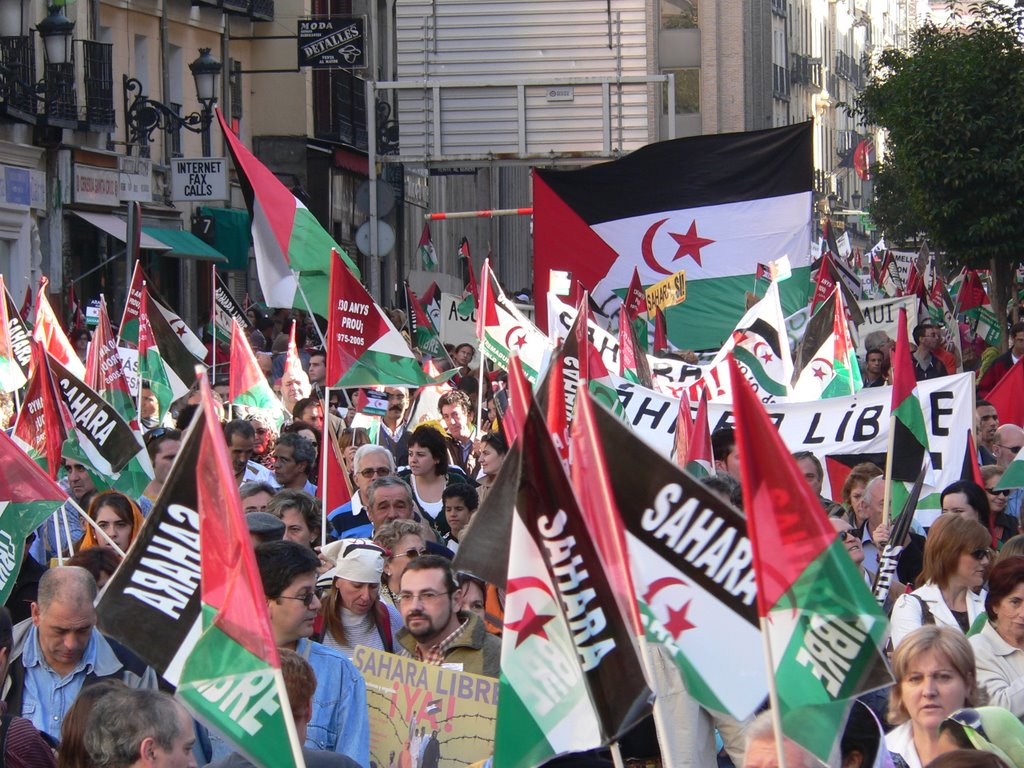
Manifestation à Madrid pour l'indépendance du Sahara Occidental.(2006)

Le nationalisme sahraoui est une idéologie politique visant à doter le peuple du Sahara occidental d'une nation indépendante. L'unique figure à l'échelle internationale de cette doctrine est le front armé Polisario. Ce dernier revendique le contrôle total de la zone du Sahara occidental, et tente de mettre en place une souveraineté territoriale, par le biais de la République arabe sahraouie démocratique (RASD), un proto-État créé et contrôlé par ce dernier, mais non-reconnu par l'ONU.

## Émergence
L'idée d'une identité nationale sahraouie voit le jour à la fin des années 1960, le Sahara occidental étant alors sous domination espagnole. En 1968 naît le mouvement de libération du Sahara espagnol, à l'initiative d'un journaliste, Mohammad Saïd Ibrahim Bassir. Il revendique l'autonomie interne et le «respect de la personnalité sahraouie». La manifestation d'El Aïoun, qu'il organise en 1970 pour protester contre la présence espagnole, fait l'objet d'une répression sévère. D'autres mouvements épousent ensuite les mêmes revendications, tels que le Nidam en 1969 et le Mehob (Mouvement de résistance des hommes bleus) en 1971. Toutefois, celui-ci, qui réclamait l'indépendance du Sahara, se rallie finalement en 1975 à l'idée d'un rattachement du Sahara au Maroc. Le mouvement le plus connu à en avoir défendu l'idée est le Front Polisario, qui est créé en 1973.

## Symbolique identitaire
La tente nomade, la khaïma est le principal symbole de l'identité sarahouie ; elle est montée symboliquement à proximité des lieux de manifestation contre l'occupation espagnole, puis marocaine.